# Zichy Ferenc (tanácsos)
Gróf zicsi és vázsonykői Zichy Ferenc Szerafin József (Pozsony, 1774. szeptember 20. – Pozsony, 1861. augusztus 15.) főispán, valóságos belső titkos tanácsos. Életének egy részét zichyújfalui uradalmán töltötte.

## Családja
Édesapja gróf Zichy Ferenc (1749–1812), édesanyja gróf Kolowrat-Krakowsky Mária Anna volt.
Kétszer kötött házasságot: először 1798. április 20-án Esterházy Amáliával, aki 1817. július 30-án elhunyt, második házassága 1822. október 1-jén volt, amikor Cavriani Johannát vette el feleségül. Nyolc gyermeke született: Ferenc Szerafin, László, Kázmér, Lipót, Mária Leopoldina, Franciska, Hyppolit és Pál.

## Ajánlott irodalom
- Gudenus János József: A magyarországi főnemesség XX. századi genealógiája. Budapest, 1990–1999
- Ponori Thewrewk József: Magyarok születésnapjai. Pozsony, Schmidt Antal, 1846